# Manitù

La parola "manitou" (in Cree e Ojibwe) in Canadian Aboriginal Syllabics.

Manitù è la forza panenteistica vitale, spirituale e fondamentale venerata di gruppi algonchini (Anishinaabeg) dei nativi americani. È l'Onnipresente, manifesto ovunque: organismi viventi, ambiente, eventi, ecc.
Aashaa monetoo = "buono spirito" ("grande spirito" o "grande connessione"), otshee monetoo = "spirito cattivo".
Il Grande Spirito, Aasha Monetoo, ha dato la terra, al momento della creazione del mondo, agli indigeni (in particolare, Shawnee).
Il termine era già molto diffuso al momento del contatto europeo. Nel 1585, quando Thomas Harriot ha registrato il primo glossario di una lingua algonchina, Roanoke (Pamlico), ha incluso la parola mantóac, che significa "dei" (plurale). Termini simili si trovano in quasi tutte le lingue algonchine.

## Tradizioni
In alcune tradizioni algonchine, il termine Gitche Manitou è usato per riferirsi a un "grande spirito" o essere supremo. Il termine è stato similmente adottato da alcuni gruppi anishinaabeg cristiani, come Ojibwe, per riferirsi al Dio monoteistico della tradizione abramitica per estensione, spesso a causa di sincretismo missionario. Tuttavia, il termine ha analoghi risalenti a prima del contatto europeo, e le parole Gitche e Manitou sarebbero state precontatto.
Nelle tradizioni sciamaniche, i Manitù (o manidoog o manidoowag) sono collegati per ottenere un effetto desiderato, come Manitù delle piante per la guarigione o il bufalo manitou per una buona caccia. Nella tradizione Anishinaabeg, i manidoowag sono un aspetto della grande connessione. Termini correlati utilizzati dagli Anishinaabeg sono manidoowish per i piccoli animali e manidoowag manidoons per gli insetti; Entrambi i termini significano "piccolo spirito". In alcune lingue algonchine quali Iynu (Montagnais) la parola manituw si riferisce a creature subacquee a cui i cacciatori offrivano tabacco al fine di placarli quando si viaggiava attraverso i loro territori..
Il nome della provincia canadese di Manitoba, dal nome del lago Manitoba nella provincia, deriva dal toponimo manitou-wapow, "stretto di Manitou" in Cree o Ojibwe, riferendosi allo strano suono delle onde che si infrangono contro le rocce vicino a The Narrows del lago.  In Manitoba ci sono i petroforms del Whiteshell Provincial Park, e gli Anishinabe Midewiwin fanno riferimento a un'area conosciuta come Manitou Ahbee. I petroforms sono simboli costituiti da rocce, e servono come promemoria delle istruzioni che sono state date agli Anishinabe dal Creatore. I Midewiwin, o Grand Medicine Society, sono dedicati alla ricerca della conoscenza. Per loro, l'area contenente i petroforms è Manito Ahbee, il luogo dove Dio siede. È il luogo in cui l'Anishinabe originale è stato condotto dal cielo alla terra dal Creatore.
Una narrazione locale enuncia che ove si trovava il Grande Spirito, siano stati collocati i primi esseri umani. Il granito di tre miliardi di anni fa, attualmente nel Whiteshell Provincial Park, ha un grande significato per le antiche popolazioni della zona. Il parco è così chiamato per le conchiglie bianche cowry utilizzate nelle cerimonie sciamaniche Midewiwin, con le quali, inoltre, si commerciava in Nord America. In alcuni scritti su rotoli di corteccia di betulla è raccolta parte della storia delle migrazioni Ojibway, scopritori di questi gusci sacri, utilizzati nelle cerimonie in onore e gratitudine verso il Creatore in tutta la regione dei Grandi Laghi.
Oltre agli algonchini, lo spirito era venerato in altre tribù. Ci sono riferimenti nei Cheyenne e Sioux Oglala (notevoli i racconti di Alce Nero), che indicano che la fede in questa divinità era diffusa forse in tutto il folto gruppo di popoli algonchini.
Gitche Manitou è spesso trattato in modo analogo al Dio cristiano. Quando i primi missionari cristiani predicarono il Vangelo agli algonchini, Gitche Manitou venne recepito come un nome di Dio, attraverso un processo di sincretismo. Questo può essere visto, ad esempio, nel testo "The Huron Carol" (un canto natalizio). Altri nomi di Dio incorporati dal sincretismo sono Gizhe-manidoo ("Manidoo Misericordioso"), Wenizhishid-manidoo ("Just Manidoo") e Gichi-ojichaag ("Grande Spirito"). Anche se Gichi-manidoo e Gichi-ojichaag significa "Grande Spirito" Gichi-manidoo trasporta l'idea di una maggiore connessione spirituale mentre Gichi-ojichaag si riferisce a una connettività individuale (anima) a Gichi-manidoo. Di conseguenza, i missionari cristiani hanno spesso usato il termine Gichi-ojichaag per indicare l'idea cristiana dello Spirito Santo .
Manitoulin Island significa "spirito dell'isola". L'isola è considerata molto importante per gli Ojibway, o Anishinaabe, come molti luoghi sacri e le rocce sonore. Oggi c'è ancora un'elevata popolazione di nativi isolani.
Gli Indiani Fox, o Meskwaki credevano che il manitou dimorasse nelle pietre della "capanna sudatoria" o sauna cerimoniale. Riscaldando la stufa, il calore del fuoco induceva Manitou a uscire dal suo posto nelle pietre. Poi fuoriusciva  dalle pietre quando l'acqua veniva spruzzata su esse. Esce col vapore ed entra nel corpo. Si muove tutto all'interno del corpo, guidando tutto ciò che infligge dolore. Prima della manitou ritorna alla pietra, impartisce parti della sua natura al corpo. Ecco perché ci si sente così bene dopo essere stati nella capanna sudatoria.